# Margarete Scheel

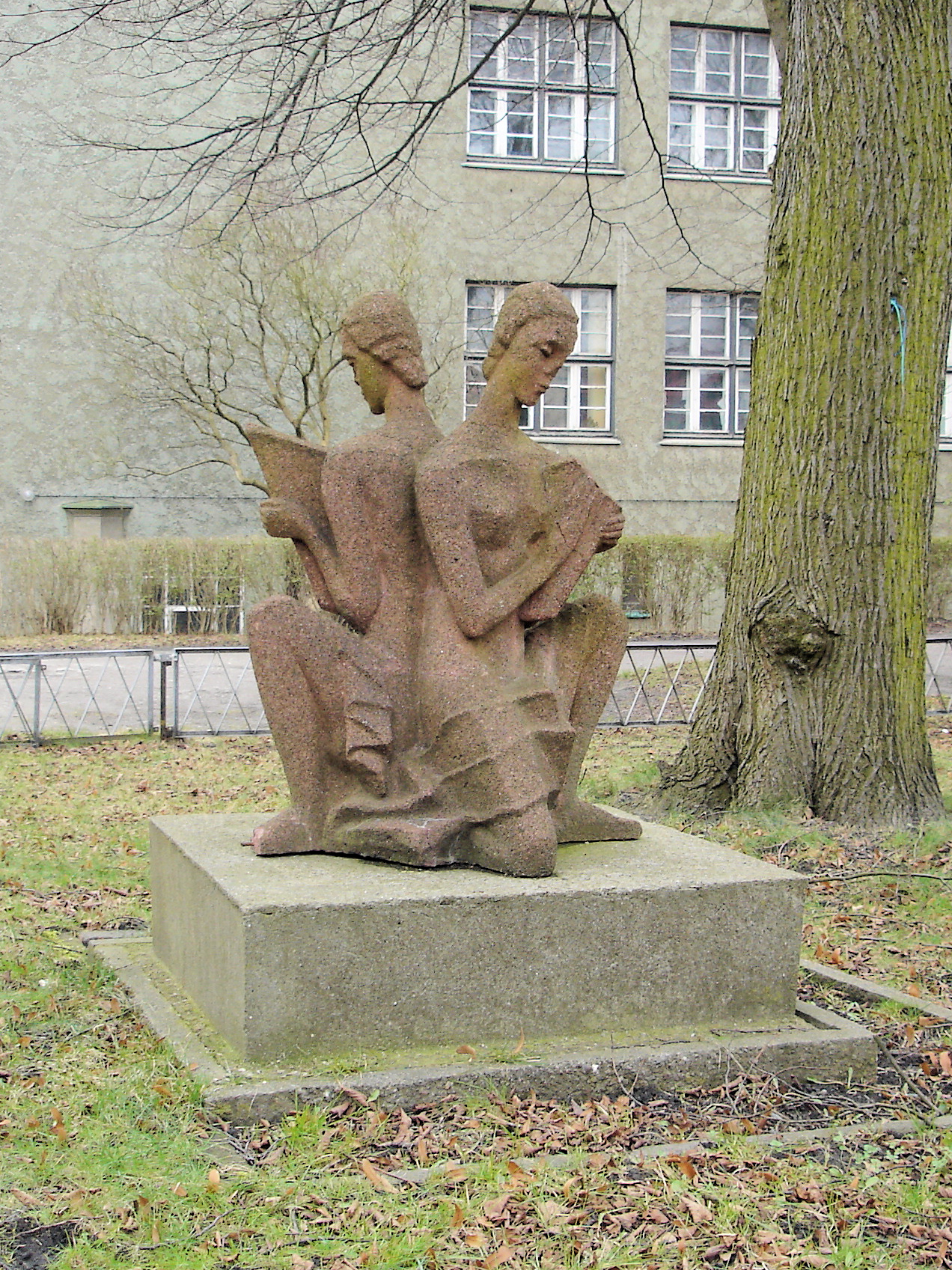
„Erholung“ (1926)

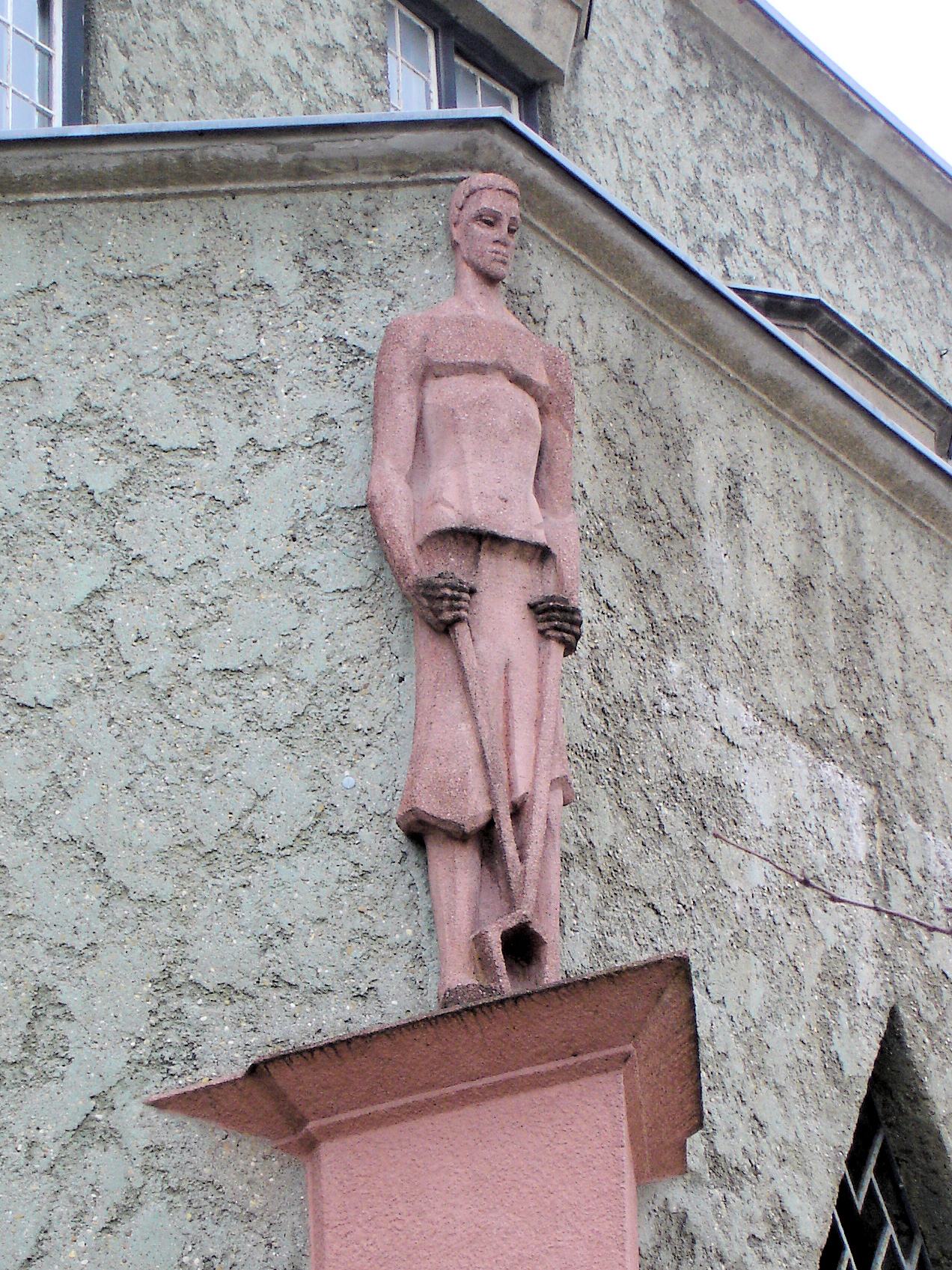
„Eisen“ (1926)

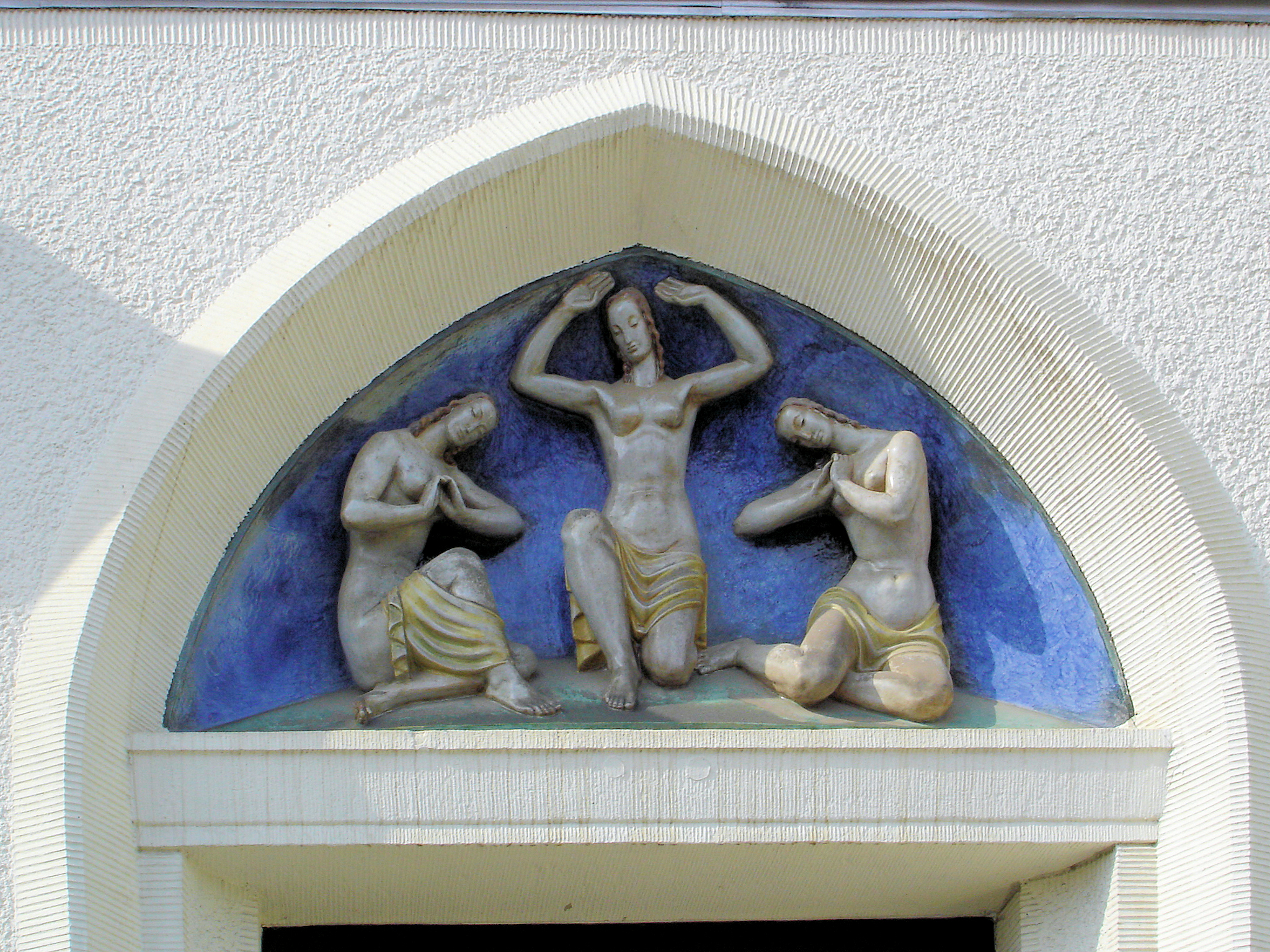
Tympanongestaltung Blücherstraße (1926)

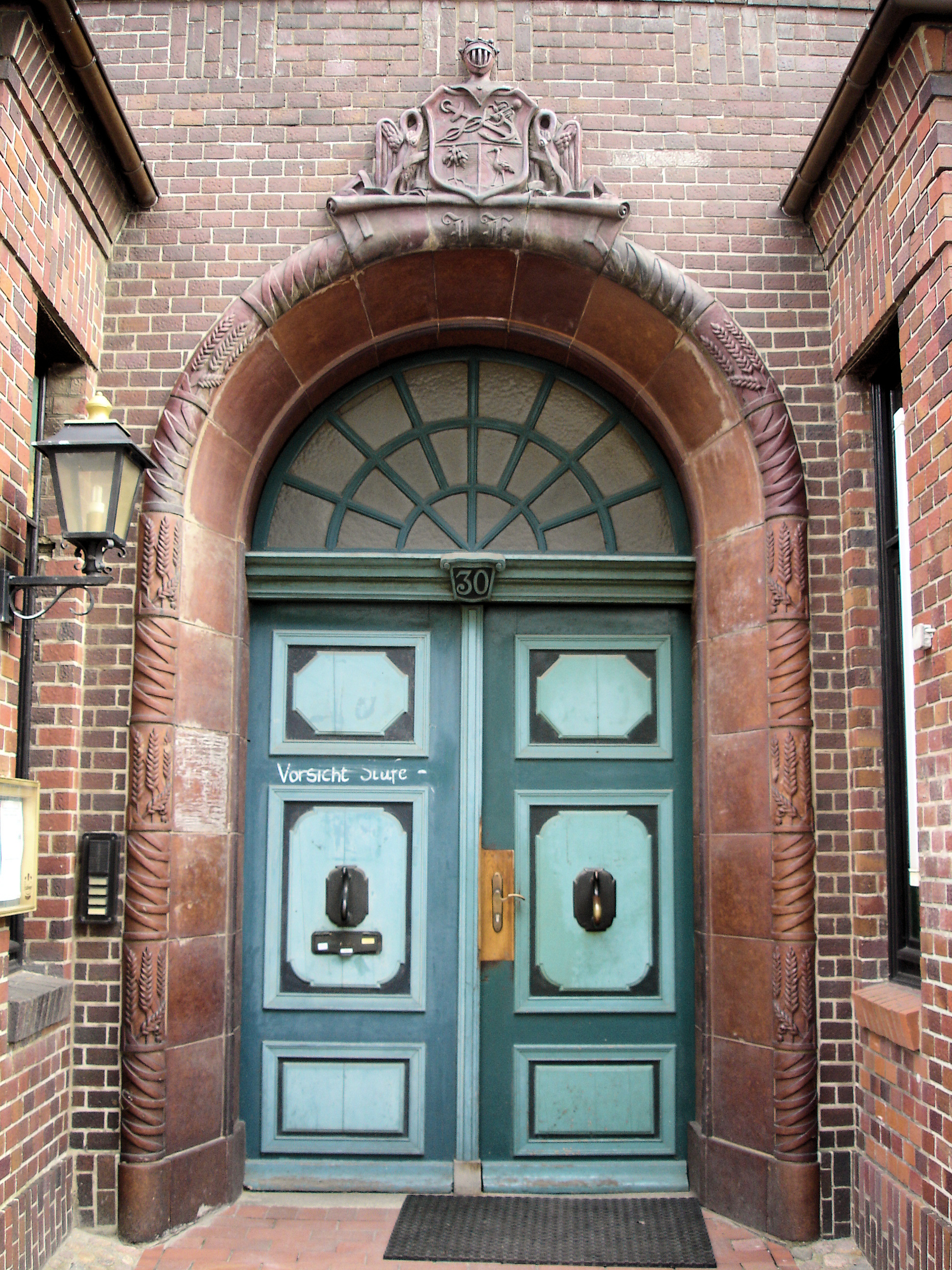
Türgestaltung Kranstöverhaus Wasserstraße (1938)

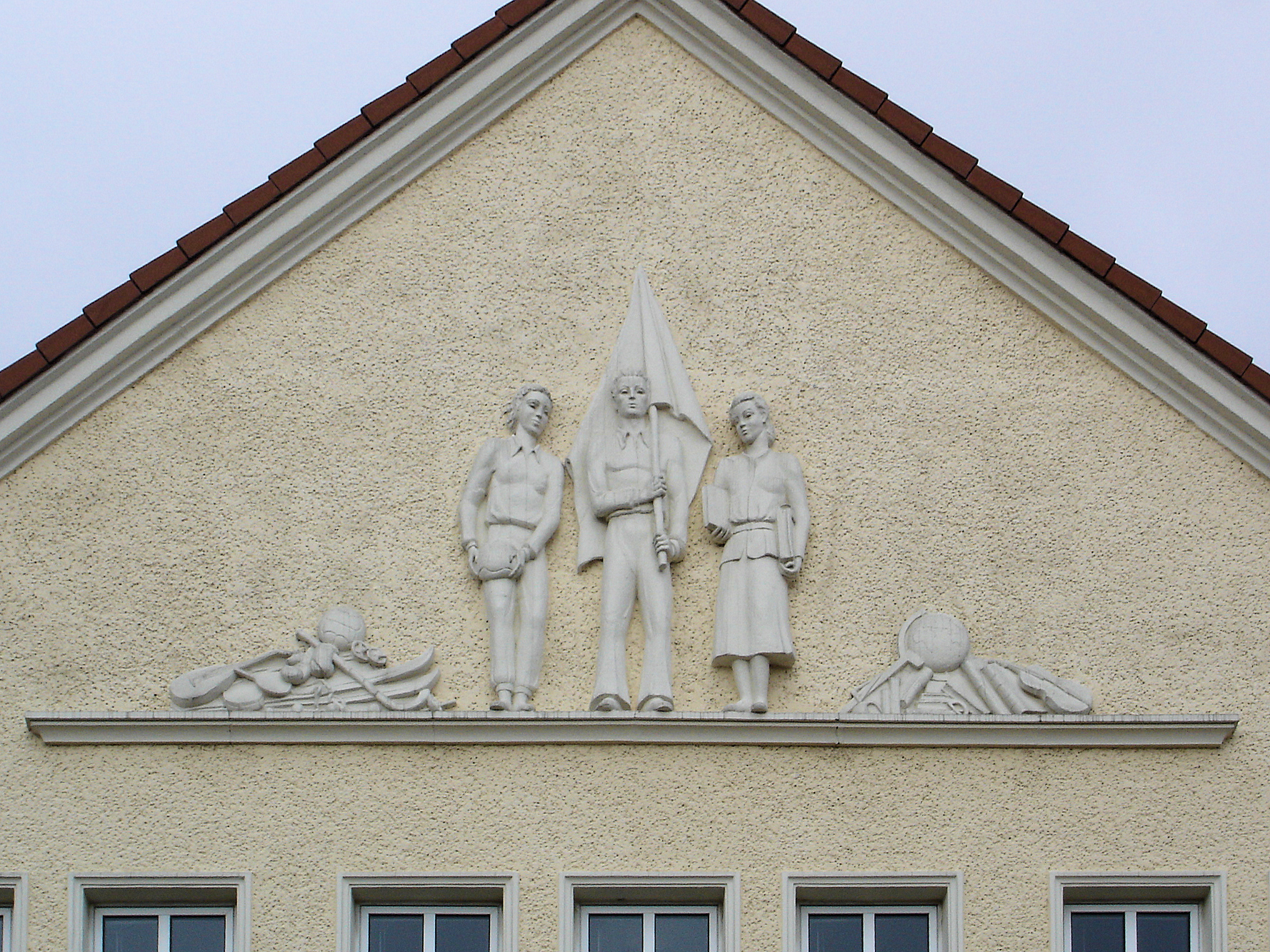
Giebelgestaltung Studentenwohnheim (1953/1955)

Margarete Scheel (* 28. September 1881 in Rostock; † 9. November 1969 ebenda) war eine deutsche Bildhauerin und Keramikerin.

## Leben
Margarete Scheel wurde als dritte Tochter des Arztes Ludwig Scheel (1849–1913) und seiner Ehefrau Sophie Scheel geb. Schleker (1853–1934) geboren und am 27. Oktober 1881 in der Jakobikirche Rostock getauft. Ihr jüngerer Bruder Paul Friedrich Scheel (1883–1959) war Professor für Orthopädie und seit 1917 der Leiter des Elisabeth-Heims der „Landeskrüppelanstalt von Mecklenburg“ in Rostock. Die Familie wohnte in der Breiten Straße 19. Margarete Scheel besuchte von 1887 bis 1897 eine private Höhere Töchterschule in ihrer Heimatstadt, danach von 1900 bis 1902 das Rostocker Lehrerinnenseminar.
Margarete Scheel ging 1903 nach Berlin, wo sie an der Unterrichtsanstalt des Kunstgewerbemuseums Berlin und an der Reimann-Schule studierte. Seit diesem Jahr bezeichnete sie sich selbst als Bildhauerin. Sie hatte in dieser Zeit Kontakt zu vielen bedeutenden Künstlern und nahm bei einigen von ihnen Unterricht, so 1904 im Figurenzeichnen bei den Malern Hans Baluschek, Martin Brandenburg und Lovis Corinth. Die wesentlichen Grundlagen ihrer bildhauerischen Ausbildung erwarb sie ab 1905 im Atelier von Arthur Lewin-Funcke. Ihr erster Auftrag, Reliefs für die Mecklenburgische Hypotheken- und Wechselbank am Neuen Markt in Rostock (zerstört 1934), brachte ihr genug Geld ein, um davon einen Studienaufenthalt in Paris zu finanzieren. Sie wurde Schülerin von Aristide Maillol, bei dem sie in den Jahren 1910 und 1911 ihre plastisch-räumlichen Fertigkeiten weiter entwickelte.
Nach Stationen in Belgien und den Niederlanden hielt sie sich von 1911 bis 1913 wieder in Berlin auf. Margarete Scheel beteiligte sich erfolgreich an Ausstellungen der Freien Secession, deren Mitglied sie wurde. Führende deutsche Kunstzeitschriften veröffentlichten Arbeiten der Künstlerin. Nach einer Ausstellung in der Kunsthalle Mannheim, die der neuen Kunst verpflichtet war, ging Margarete Scheel 1914 nach Rom, wo sie in einem eigenen Atelier arbeitete. Im gleichen Jahr beteiligte sie sich an der Kölner Werkbundausstellung. Einige deutsche Kunstzeitschriften veröffentlichten Beiträge über die Künstlerin und machten sie damit einem größeren Publikum bekannt.
Neben der Arbeiten an Plastiken wandte sich Margarete Scheel in der Folgezeit auch neuen Kunstformen zu, so beschäftigte sie sich 1919 an der Handwerkerschule in Berlin mit der Töpferei. Nach praktischen Arbeiten in der Töpferei Guhl in Teterow eröffnete sie 1920 eine eigene Töpferwerkstatt in Rostock. Nach dem Tod des Vaters zog sie mit ihrer Mutter in das Haus Augustenstraße 112, in dessen Garten sie die Werkstatt einrichtete.
1919 bekannte sich Margarete Scheel zu den Zielen des 1919 in Berlin gegründeten Arbeitsrates für Kunst, dessen erste Sprecher und Vorsitzende Bruno Taut und Walter Gropius waren.
1922 wurde Margarete Scheel Mitglied der Vereinigung Rostocker Künstler, der einige der führenden mecklenburger Vertreter der Moderne in der Malerei und Architektur, wie Walter Butzek, Bruno Gimpel, Thuro Balzer oder Heinrich Tessenow angehörten. Sie arbeitete eng mit der Bildhauerin Hertha von Guttenberg zusammen und zeigte großes Interesse an den Arbeiten der Architekten des Neuen Bauens, wie Butzek und Gustav Wilhelm Berringer. Das führte zu größeren Aufträgen an Bauten wie der neuen Gewerbeschule, dessen bauplastischen Schmuck sie schuf. Dazu gehören vier überlebensgroße Plastiken, die „Farbe“, „Eisen“, „Holz“ und „Stein“ versinnbildlichen. Hinter dem Gebäude wurden zwei Kunstwerke, die die „Arbeit“ und die „Erholung“ darstellen, aufgestellt.
Während der Zeit des Nationalsozialismus von 1933 bis 1945 nahm Margarete Scheel kaum öffentliche Aufträge an, sie stand dem Nationalsozialismus ablehnend gegenüber. Ihre 1910 gefertigten Aktplastiken „Handel“, „Gewerbe“ und „Schiffahrt“ an der Mecklenburgischen Hypotheken- und Wechselbank wurden von der faschistischen Stadtverwaltung abgeschlagen. Margarete Scheel arbeitete vorwiegend im Atelier, fertigte Kleinplastiken, Porträtbüsten und Gebrauchskeramik.
Ihre Wohnung und das Atelier mit zahlreichen Werken wurden 1942 während eines Bombenangriffs auf die Stadt Rostock vernichtet. Sie fand bis zum Kriegsende eine neue Bleibe in der Gartenstadt, im Blumenweg 11, danach übersiedelte sie in das Haus Baleckestraße 2, wo sie sich ein bescheidenes Atelier einrichtete. Über ihre letzten Lebensjahre ist wenig bekannt, sie arbeitete aber bis zu ihrem Tod weiter an Porträtbüsten und Plastiken.
Margarete Scheel starb am 9. November 1969, ihre Urne wurde am 14. November auf dem Rostocker Neuen Friedhof im Grab ihres Bruders beigesetzt.
Zahlreiche Werke von Margarete Scheel prägen heute die öffentliche Kunst in Rostock, die Kunsthalle Rostock ist im Besitz einiger Kleinplastiken. Viele ihrer kleineren Arbeiten befinden sich in Privatbesitz.

## Kritik
In einer Veröffentlichung zum zehnjährigen Bestehens der Vereinigung Rostocker Künstler wurde sie gewürdigt: Lebendig in ihren Körpern, eine Plastikerin, die ewig jung ist, weil sie die unversiegte Kraft der starken Empfindung in sich hat.

## Werke
- 1913: Grabstein der Familie von Flotow in Walow bei Malchow
- 1916: Grabmal der Familie Eggebrecht in Halberstadt
- Putten und Holzschnitzereien in der Rostocker Genossenschaftsbank
- figürlicher Schmuck an mehreren Gebäuden des Architekten Paul Korff in Rostock
- um 1925: Skulptur aus Eichenholz Mutter mit Kind (Mütterlichkeit)[6]
- 1926: Kunststein-Plastiken Farbe, Eisen, Holz und Stein über dem Haupteingang der Gewerbeschule in Rostock
- 1926: Kunststein-Plastiken Arbeit und Erholung auf dem Hof der Gewerbeschule
- 1926: Tympanongestaltung am Haus Blücherstraße 62 in Rostock
- 1935: Brunnenfiguren in der Rostocker Schillingallee
- 1935: Plastiken im Foyer und an der Fassade der Sparkasse, Schillingallee
- 1949: Skulptur aus Mooreiche Landarbeiterin